# Adaklı
Adaklı là một huyện thuộc tỉnh Bingöl, Thổ Nhĩ Kỳ. Huyện có diện tích 901 km² và dân số thời điểm năm 2007 là 10647 người, mật độ 12 người/km².